# ウェレダ

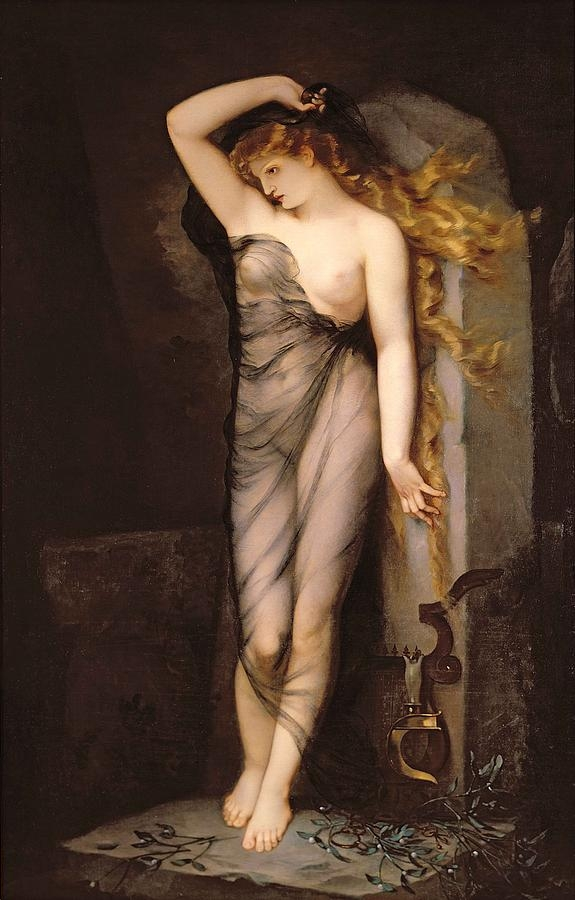
「ウェレダ」、19世紀の作品、アンドレ＝シャルル・ヴォワユモ画。

ウェレダ（羅: Veleda）はゲルマン人のブルクテリ族の女祭司であり予言者。紀元69年から70年にかけてガイウス・ユリウス・キウィリスが率いるローマ化されたバタウィ族が起こしたバタウィ族の叛乱で名を知られるようになった。彼女はローマ軍に対する反乱軍の最初の成功を正確に予知した。

## 生涯
彼女の名はおそらくケルト系で女予言者の一般的な呼び名だった（*wel- 「見ること」から派生した語根であるケルト祖語の）*welet- 「予言者」に由来する 。古代のゲルマン人は女性の中に預言の力を見て取り、女予言者らは本物で、生ける女神であると考えた。1世紀の後半には、ウェレダはドイツ中部のほとんどの部族から神と信じられ、幅広い影響力を享受した 。彼女はライン川の支流であるリッペ川近くの塔に住んだ。コロニア・クラウディア・アラ・アグリッピネンシウム（Colonia Claudia Ara Agrippinensium, 現在のケルン）のローマ人居住地の住民はテンクテリ族と衝突し、彼女の仲裁を受け入れた。彼女が仲裁者としての役目を果たす際には、使者は彼女との同席を拒まれた。仲介役が伝言を彼女へ伝え、彼女の宣告を使節に報告した。
バタウィ族の指導者キウィリスは、当初69年に起きたローマの権力闘争の際にウェスパシアヌスの同盟者として軍を動かしたが、ローマ化されたゲルマン軍の弱体化を目の当たりにして公然と叛乱を起こした。ウェレダが単に叛乱を予言したのか、積極的に扇動したのかは分からない。しかしゲルマン人が塔に隔絶された彼女を女神として崇拝していたことを考慮すれば、当時もその点については明らかではなかった可能性がある。70年の始めごろには、キウィリスのようにローマの市民だったトレウェリ族の首領のユリウス・クラッシクスとユリウス・トゥルトル（Julius Tutor）が叛乱に加わった。ノウァエシウム（Novaesium, 現在のノイス）のローマ駐屯兵はウェテラの陣営（現在のノルトライン地方のクサンテン近郊）がそうであったように、戦うことなく包囲された。ローマ駐屯軍の軍団長ムニウス・ルペルクスはウェレダのところへ送られたが、途上で待ち伏せを受けて殺害された。のちに近衛兵の三段櫂船が鹵獲されると、リッピ川を遡上してウェレダへ贈られた。
ガイウス・リキニウス・ムキアヌス率いるローマ第9軍団の威嚇行動によって叛乱軍は崩壊した。キウィリスはクィントゥス・ペティリウス・ケリアリスの指揮する軍によって故郷のバタヴィ島へ追い詰められた。キウィリスの運命は不明だが、一般にケリアリスはローマの統治と軍への奉仕を両立させるために、驚くべき寛容さで叛乱者たちを扱ったとされる。ウェレダも数年は自由なまま放っておかれた。
77年、ローマ軍は彼女を捕らえた。スタティウスは、彼女を捕らえたのはルティリウス・ガッリクス（Rutilius Gallicus）としている 。ローマから数キロメートル南にあるアルデーアでは、彼女の予言の力を風刺するギリシャ語の警句が見つかっている 。83年か84年、ブルクテリ族に親ローマの王を受け入れるよう交渉した際、ウェレダはローマの利益になるように行動をした可能性がある。タキトゥスが『ゲルマーニア』を著す98年のずっと以前に、彼女は明らかに亡くなっていた。

## 後世の作品などにおけるウェレダ
ベネディクテ・ナウベルトは1795年の Velleda, ein Zauberroman において、同年代の人物ブーディカとウェレダの人生を融合させ、彼女たちを美化して描いた。ナウベルトの作品では、ウェレダはブーディカの娘たちがゲルマンの女神の魔法の世界で不死を手に入れるよう祈りを捧げる魔女の役を演じ、ブーディカは現実の世界へ娘たちを取り戻す。ナウベルトの小説からの大幅な引用がショーン・C・ジャービス（Shawn C. Jarvis）とジェニーヌ・ブラックウェル（Jeannine Blackwell）の The Queen's Mirror に見られる。アマーリエ・フォン・ヘルヴィヒ（Amalie von Helwig）の1814年の作品 Die Symbole では彼女はヴェレダ（Welleda）呼ばれた。ウェレダ（Velleda）やヴェレダ（Welleda）は、リヒャルト・ワーグナーがオーディン（Odin）あるいはウォーデン（Wōden）を自身の「リング・サイクル」においてヴォータン（Wotan）としたように、現代ドイツ語への翻訳を試みた際に登場した綴りである。
フリードリヒ・フーケが1818年に書いた小説 Welleda und Gemma を含め、ウェレダ（Veleda/Velleda/Welleda）が登場する19世紀の作品は、エデュアルド・ソボレウスキによる1835年のオペラ『ウェレダ（Velleda）』、1843年あるいは1844年のエティエンヌ・イポリット・マンドロンによる大理石の彫刻『ヴェレダ（Velleda）』などがある。
より近年のものには、ポール・アンダースンの Star of the Sea （1991年）、リンゼイ・デイヴィスの『鋼鉄の軍神』（1992年）やSaturnalia （2007年）などがある。L. Warren Douglas の The Veil of Years （2001年）で、ウェレダは女預言者出身の聖人あるいは女神として言及される。彼女はデイヴィッド・ドレイクの The Dragon Lord  (1979年）にも登場する。
1872年11月5日、ポール＝ピエール・アンリがパリで小惑星を発見したが、ウェレダを称えて126 Velledaと命名された。

### 美術におけるウェレダ

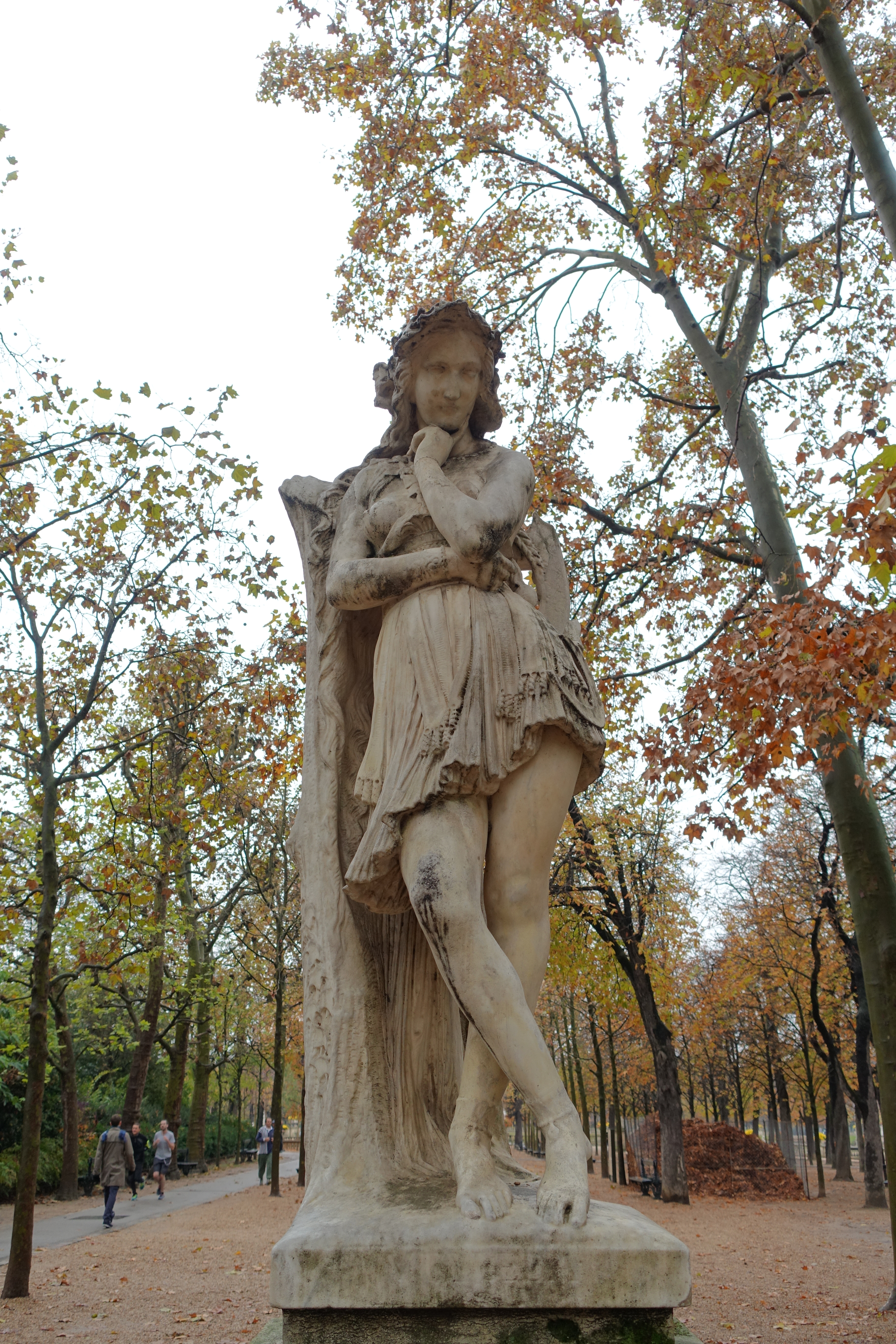
イポリット・マンドロン作「ウェレダ」(c.1877) 、リュクサンブール公園
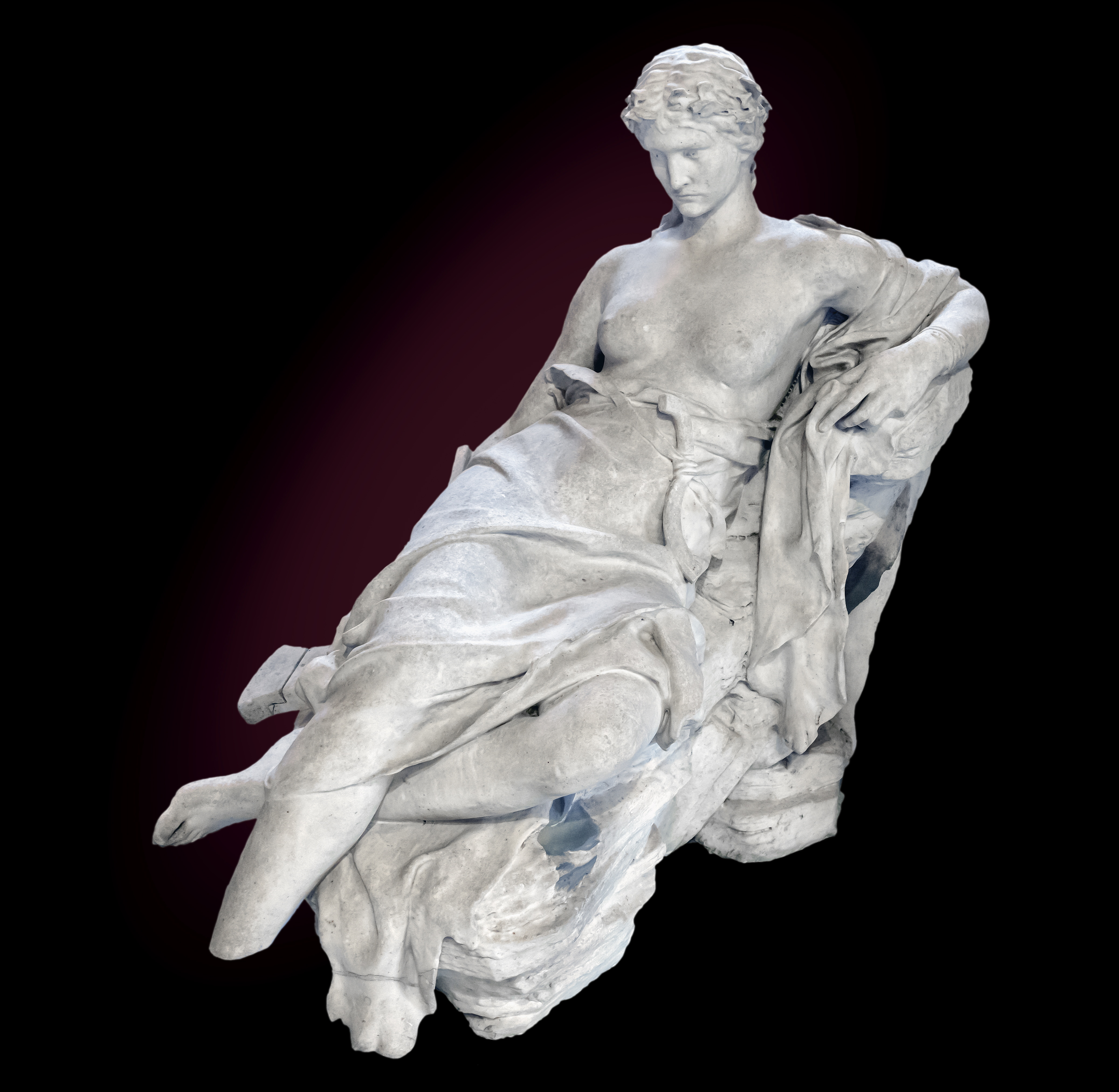
ローラン・マルケスト作 「ウェレダ」(c.1844) 、オーギュスタン美術館
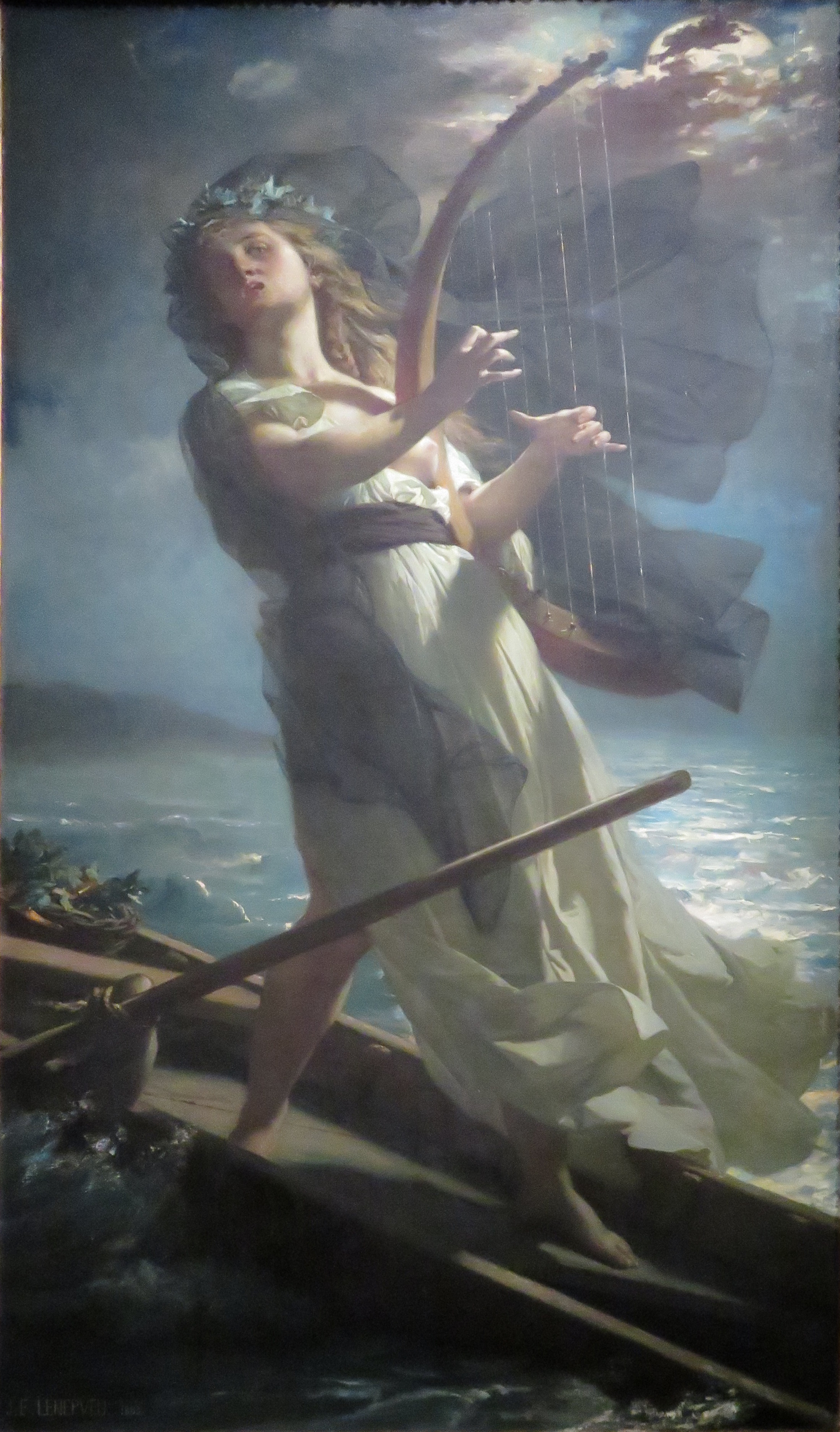
ジュール＝ウジェーヌ・ルヌヴー作 「ウェレダ」(1883) 、カンペール美術館